# Бреже
Бреже (словен. Breže) — поселення в общині Рибниця, регіон Південно-Східна Словенія, Словенія.
В селі є спортивно - культурне товариство.